# Domenico Caracciolo
Pour les articles homonymes, voir Caraccioli.
Domenico Caraccioli (né le 2 octobre 1715 à Naples - mort le 16 juillet 1789) était un homme d'État napolitain du XVIIIe siècle

## Biographie
Né de l'union d'un marquis napolitain et d'une aristocrate espagnole, il est encouragé dans ses études par son professeur Antonio Genovesi. Sans fortune, il devient avocat.
D'abord en poste à Madrid et Turin, Domenico Caraccioli est ambassadeur du roi de Naples en Angleterre (1763) et en France (1770), puis ministre des affaires étrangères, enfin vice-roi de Sicile.
Caraccioli se fait une grande réputation par son esprit, se lie en France avec les littérateurs les plus distingués, tels que d'Alembert, Voltaire, Diderot, Alfieri, Casanova, Helvétius. Domenico Caraccioli devient membre de la Royal Society le 23 mai 1765.
Nommé vice-roi de Sicile en mai 1780, il prend son poste à Palerme le 14 octobre 1781. Il cherche à appliquer les idées des Lumières dans le royaume de Naples. On lui attribue la suppression du Saint-Office sicilien, sans qu'il ne soit à l'origine de la décision. Il taxe la possession des carrosses pour restaurer les rues de Palerme, confisquant celui d'une marquise refusant de payer, il retire la statue de l'avocat Carlo Di Napoli, qui avait obtenu en 1744 le maintien des droits du prince de Cassaro sur la ville de Sortino. Il échoue à réduire la fête de sainte Rosalie de 5 à 3 jours.
Il cherche à développer la petite propriété par des baux emphytéotiques à partir des biens de la grande aristocratie. Il abolit le servage, supprime les corvées, droits de chasse, péages, etc. dont les barons ne pouvaient produire les titres, ainsi que les taxes sur les marchandises exportée hors des fiefs. 
En 1782, il expose au Parlement son projet de cadastre, qui n'existe alors qu'en Lombardie, afin d'éliminer les abus et les fraudes et de répartir plus équitablement la charge fiscale. La noblesse et le clergé s’y opposent au Parlement.
En 1785, il réduit le champ d’action de la justice féodale, qui ne peut plus ni juger, ni incarcérer, et donne aux paysans un droit de recours auprès d’un tribunal pour tout abus fiscal ou empiètement sur les communaux. Le tribunal est submergé de plaintes. Une réforme municipale oblige les nobles à partager l’administration avec des fonctionnaires de l’État et les représentants élus des contribuables. Le pouvoir baronnial résiste mais est réellement entamé. 
En janvier 1786, il est rappelé à Naples où il exerce la charge de secrétaire d'État jusqu’à sa mort le 16 juillet 1789.
Claude-Joseph Dorat publie un Esprit de Caraccioli.